# 소닉 더 헤지호그 CD
소닉 더 헤지호그 CD(일본어: ソニック・ザ・ヘッジホッグ CD, Sonic the Hedgehog CD)는 소닉 더 헤지호그 시리즈 중의 하나로, 세가 내 소닉 팀이 개발했다. 이 작품에서 메탈 소닉과 에이미 로즈가 처음으로 등장한다. 일본과 대한민국에서 1993년 9월 23일 최초로 발매되었고, 유럽에서 같은 해 10월, 북미에서 11월 19일에 발매되었다. 이후 1996년 PC판으로 이식된다.

## 게임 진행
CD판이 기존의 소닉 시리즈와 가장 차이를 보이는 점이라면, 하나의 스테이지에 과거-현재-미래의 3단계가 존재한다는 것을 들 수 있다. 보통 플레이어가 처음 시작하는 곳은 현재(Present)이지만, 스테이지 곳곳에 세워져 있는 과거(Past) 혹은 미래(Future) 깃발을 건드린 뒤, 일정 속도 이상으로 질주하면 과거 혹은 미래로 시간 이동을 하게 된다. 과거 스테이지에는 미래(Future) 깃발이 있는데 이를 이용해 현재로 돌아갈 수 있으며, 반대로 미래 스테이지에는 과거(Past) 깃발이 있고 같은 식으로 현재로 되돌아올 수 있다.
과거와 미래 스테이지는 현재 스테이지를 바꿔 놓은 것으로, 전체적인 지형지물은 비슷하지만 세부적인 이동통로, 배경 음악, 배경 색채 등에서 많은 차이가 난다. 예를 들면 과거에서 보이는 기계 장치는 현재로 돌아왔을 때 부서져 있는 상태이다. 전반적으로 과거는 난이도가 낮으며 현재에서 미래로 갈수록 난이도가 높아지는 성향이 있다.
각 스테이지는 세 개의 액트(Act)로 나뉘어 있다. 해당 스테이지의 보스는 마지막 액트(Act 3)에서 등장한다. 액트 1, 2는 처음 시작 시점이 현재이지만, 액트 3의 경우 언제나 미래 시점이다. 다만, 특정 조건을 만족하면 액트 3의 미래는 두 가지로 나뉜다. 첫째는 공해로 황폐화되어있고 에그맨의 지배를 받는 '암울한 미래'이며, 둘째는 친환경적이고 에그맨의 지배에서 벗어나있는 '밝은 미래'이다.
액트 3을 밝은 미래로 만들기 위해서는 액트 1, 2에 있는 닥터 에그맨의 기계 장치를 모두 파괴해야 한다. 기계 장치는 액트 1개 당 하나씩 존재하며, 구석진 곳에 자리 잡고 있기 때문에 속도 위주로 공략하려 한다면 찾기 힘들다. 이 기계 장치는 과거에만 있기 때문에 시간 이동(타임 워프)를 먼저 해야 한다. 이 기계 장치를 파괴함과 동시에 과거 액트에 있던 로봇들은 모두 꽃으로 바뀌며, 현재나 미래로 이동하더라도 플레이어에게 위협을 주는 로봇들은 모두 소멸한 상태가 된다. 만약 모든 액트에 숨겨져 있는 기계 장치를 전부 파괴하여 모든 액트 3를 밝은 미래로 만들 경우, 해피 엔딩을 볼 수 있다.
에그맨의 기계 장치 외에도 과거에 숨겨져 있는 홀로그램 영상(메탈 소닉이 동물을 발로 짓누르고 괴롭히고 있는 영상이다.)을 부술 경우, 현재로 돌아갔을 때 원래는 없던 동물들이 등장하게 된다.
액트 3는 닥터 에그맨과의 보스전으로, 액트 1,2에 비해 짧다. 이 게임에서 나오는 닥터 에그맨은 언제나 그랬듯이 로보트닉이라는 자신이 개발한 병기를 타고 소닉을 괴롭힌다. 그러나 소닉 CD의 에그맨 로봇의 내구도는 다른 시리즈에 비하면 약한 편이다. 보통 3-4회 정도 공격을 하면 클리어할 수 있다. 그러나 에그맨의 공격 방법은 메가드라이브 시리즈에 비하면 다채로운 편이다.
소닉 1처럼 링을 50개 획득한 상태에서 액트 마지막 지점에 도착하면 거대한 링이 돌고 있으며, 플레이어가 점프하여 이 거대 링 속으로 들어가면 스페셜 스테이지로 이동하게 된다. 스페셜 스테이지는 3D 레이싱 게임과 비슷한 방식으로 시점이 펼쳐진다. 스페셜 스테이지의 목적은 타임스톤을 모으는 것으로, 스테이지 내에 떠 다니는 UFO 비슷한 기계를 찾아내어 전부 파괴해야 한다. 이 UFO들은 단순히 파괴해야 하는 대상이 아니라, 스페셜 스테이지에 머무를 수 있는 시간을 벌거나, 링을 얻거나, 스피드 업 등의 부수적 효과를 주기도 한다. 만약 플레이어가 타임스톤 7개를 다 모을 경우, 모은 시점을 기준하여 이후 스테이지의 3액트는 밝은 미래로 바뀌게 되며, 해피 엔딩도 볼 수 있게 된다.
소닉 CD는 플레이 기록을 저장한 뒤 추후 이어서 할 수 있는데, 자체 메모리 저장과 백업용 RAM 카트리지 저장 두 가지 방법을 이용할 수 있다. 하지만 저장기능은 한개의 큰 스테이지 (예: 1탄 - 2탄- 보스스테이지 - 저장 - 그 다음 1탄 - 2탄 - 보스스테이지 - 저장)를 클리어해야만 저장이 된다.
저장할 경우, 사용하는 용량은 약 16 블록 정도 된다.
만일 플레이어가 3분 동안 캐릭터 조종을 하지 않을 경우, 소닉이 "I'm outta here!(난 여기서 나갈거야!)"라고 말하면서 화면 밖으로 점프하게 되고, 바로 게임오버된다.
사운드 테스트에서 특정한 사운드를 들어 조건을 완수하면 소닉 더 헤지호그 (캐릭터)와 마일즈 테일즈 프라우어의 특이한 그림을 볼 수 있다.

## 주요 아이템
- 1UP

플레이어의 잔여 숫자가 1개 늘어난다.
- 링

링 10개를 획득할 수 있다.
- 보호막

적의 공격을 1회 막아 준다.
- 무적

잠시 동안 몸이 반짝거리면서 무적상태가 된다.(단, 지형지물에 의한 압사는 막을 수 없다.) 효과가 끝나기 5초 전에 기계 목소리로 Five, Four, Three, Two, One 가 사운드로 나온다.
- 배속

잠시 동안 소닉의 이동 속도가 매우 빨라진다.

## 게임 줄거리
'리틀 플래닛'(Little Planet)은 매년 한 달동안 네버 호수(Never Lake) 위에 나타난다. 이 행성은 7개의 신비로운 타임스톤을 지니고 있으며, 이 에메랄드는 과거와 현재를 오갈 수 있는 힘을 준다. 닥터 에그맨은 이 보석의 힘을 탐내어, 행성을 호수에 쇠사슬로 묶어 두고 에메랄드를 빼앗으려 한다. 소닉은 이 음모를 막으려 하나 에그맨은 선수를 쳐 소닉의 여자 친구 에이미를 납치한다. 에그맨은 게임 전체에 걸쳐 온갖 함정으로 소닉을 곤란하게 만들며, 마지막에는 소닉과 닮은 기계(메탈 소닉)를 만들어 내기도 하는데, 결국에는 패배한다.

## 스테이지들의 특징
스테이지들은 각각 3개의 액트로 이루어진다. 사실 1액트와 2액트는 과거, 현재, 미래의 3가지 디자인이 존재하며, 마지막 부분인 3액트는 나쁜 미래와 좋은 미래 2가지 디자인이 있다. 따라서 전체 7개 스테이지로 구성된 소닉은 실제로는 56개의 액트들로 이루어져 있다고 볼 수 있다.

## 스페셜 스테이지
스페셜 스테이지를 들어가기 위해서는 각 액트 1, 2에서 링을 최소 50개 획득한 채로 골인 지점까지 와야 한다. 이 조건을 만족하면 거대한 링이 도착 지점에서 회전하고 있을 것이며, 이 링 속으로 점프해 들어가면 스페셜 스테이지가 시작된다.
스페셜 스테이지는 3D 시점에서 스테이지 내에 떠 다니는 UFO 들을 파괴하는 것이다. UFO를 파괴하면 스피드 업 또는 링 획득 효과를 얻게 된다. 물이 있는 곳을 밟으면 남은 시간이 급격히 줄어드므로, 물을 비켜 가면서 UFO를 파괴하는 것이 중요하다. 바닥의 종류는 여러 가지로, 통상의 주행코스 외에 함정트랩(링을 잃는다.), 미끄러지는 곳, 거친 노면(속도가 급격히 줄어든다.), 스프링(멀리 점프한다), 프로펠러(소닉을 멀리 날린다) 등이 있다. 시간이 얼마 남지 않을 경우, 통상의 보라색 UFO와는 다른 파란색 UFO가 스테이지 한가운데에 등장한다. 이 UFO를 파괴할 경우, 시간 추가 효과를 얻을 수 있다.

## 개발
소닉 더 헤지혹 1이 발매된 후, 수석프로그래머 나카 유지는 세가의 천대에 불만을 갖고 미국으로 건너가 세가 기술 연구소(Sega Technical Institute)를 설립한다. 이와 함께 소닉 1을 개발했던 많은 디자이너들도 함께 미국으로 건너갔고, 소닉 시리즈의 개발과 동시에 현지 프로그래머들에게 기술 전수를 겸하게 된다. 여기서 탄생한 작품이 소닉 2이다.
반면에 일본에서는 이와는 별개로 디자이너 오시마 나오토의 주관 하에 소닉 CD의 개발이 진행된다. 원래 소닉 더 헤지혹 2와 소닉 CD는 똑같은 게임 내용으로 제작이 이루어질 계획이었다. 그러나 앞의 사정으로 인하여 소닉 CD는 소닉 2와 전혀 다른 내용으로 탄생하게 된다. 소닉 2는 소닉 1과는 다른 스프라이트를 사용했으나, 소닉 CD의 소닉 스프라이트는 1탄과 동일하며, 음악이나 게임 전반적인 분위기도 독특한 양상을 보인다.

## 배경음악
일어판과 영문판은 배경음악이 다르다. 일어판 오프닝과 엔딩곡은 우토쿠 게이코가 불렀으며, 제목은 각각 "Sonic - You Can Do Anything" (작곡:오가타 마사후미), "Cosmic Eternity - Believe in Yourself" (작곡:하타야 나오후미)이다. 반면에 영문판의 경우, 스테이지 BGM은 스펜서 닐슨(Spencer Nilsen)이 작곡했으며, 주제가 "Sonic Boom"은 그룹 파스티시(Pastiche: Sandy Cressman, Jenny Meltzer, Becky West로 구성)가 불렀다.
메가 CD 두 버전 모두 CDDA에는 현재, 미래, 오프닝, 엔딩 테마만이 들어 있으며 과거 테마들은 수록되어 있지 않다. 과거 테마는 게임 내에서만 따로 들을 수 있으며 PCM 음원으로 수록되어 있다. 다만 PC 버전에서는 CDDA로 과거 테마까지 모두 들을 수 있다.
일어판이 발매되고 난 뒤, 영문판 개발버전으로 공개된 NTSC 시스템 소닉 CD의 경우, 일어판과 영문판 배경음악이 모두 수록되어 있었다. 그러나 이후에 정식판이 북미에서 출시되었을 때, 일어판 음악들은 삭제되었다.

## 게이머들의 반응
일어판과 영문판이 출시되었을 때, 이 게임에 대한 팬들의 평가는 매우 좋았다. 이후에 PC 버전이 출시되었을 때, 사람들은 PC판이 메가 CD판에 비해 품질이 떨어진다고 불만을 표시하기도 했다. 

## 타 기종으로의 이식
소닉 CD는 1996년 8월 9일 PC- CD ROM 판으로 이식되었고, 미국에는 같은 해 8월 26일, 유럽에는 10월 3일 역시 이식되었다. PC판과 메가 CD판의 가장 큰 차이는 오프닝과 엔딩 동영상의 질이 크게 우수해졌다는 점이다. 메가 CD에서는 도트 수작업 화상을 연속으로 이어 붙였기 때문에 영상이 많이 끊기고 어색했으나, PC에서는 프레임의 숫자가 크게 증가하여 보다 자연스러운 동영상을 보여 주었다. 또한, CD에 과거 테마들이 추가로 수록되었다.
2005년에는 소닉 젬즈 컬렉션에서 수록되어 재출시되었는데 당시 PC버전을 컨버팅하였고 영상들은 수록하였으나 엔딩에서는 크레팃 내용이 빠졌다. 또한 BGM은 미국판으로 사용되었고 메뉴얼 목록에는 세가 CD와 PC판이 각각 수록되어 있었다.

### 2011년 재발매
2011년 8월 25일, 세가는 플레이스테이션 네트워크, 엑스박스 라이브, iOS, 안드로이드, 윈도우 폰, PC로 재발매 한다고 발표했다. 이번 재발매의 큰 특징은 크리스천 화이트헤드라는 독립적인 게임 개발자가 개발한 '레트로 엔진'을 사용한 점이다. 그는 2009년에 이 엔진으로 소닉 CD를 아이폰용으로 개발할 것을 제안했었으나 세가측은 개발을 받아들이는 대신 이게임의 스토리에서 이어지는 소닉 더 헤지호그 4: 에피소드 2의 개발을 앞두고 계승할 수 있도록 타 기종용들도 개발하라는 제안을 했다. 이 엔진을 통해 대형 스크린으로 할 수 있으며 소닉 2에 나왔던 스핀 대시를 할 수 있다. 또다른 특징으로서는 테일즈로 할 수 있으며, 일본과 북미 사운드트랙 둘다 들어있다는 점이다. 콘솔로는 12월 14일(북미 PSN은 20일)에, iOS와 안드로이드 마켓에서는 15일에 발매되었다. PC와 윈도 폰 버전은 2012년 봄에 발매되었다.

## 같이 보기
- 메가 드라이브
- 메가 CD
- 세가

## 이스터에그
소닉 CD기능중 하나인 사운드 설정으로 볼 수 있다. 그 이스터에그는 46.12.25를 입력하면 북미판 보스전 음악이 재생돼며 일본어와 이상한 얼굴과 가면을쓴 소닉이 여러명이 있는 배경이 나온다. 해석해보면 이러한 뜻이 된다.
무한한 재미 -마진-
위에서 서술했듯이, 3~4분 동안 소닉을 조작하지 않을 경우, 소닉이 "I'm outta here!(난 여기에서 나가야겠어!)" 라고 소리치며 밖으로 나가면서 게임 오버가 된다.